# Gasparo Narvesa
Gasparo Narvesa (anche Gaspare) (Pordenone, 1558 – Spilimbergo, 29 ottobre 1639) è stato un pittore italiano.

## Biografia
La famiglia forse proveniva da Nervesa, da cui avrebbe derivato il cognome, ma in ogni caso era residente a Pordenone da alcune generazioni; il padre Paolo era sarto e, anche se non godeva di grande ricchezze, godeva di una certa sicurezza economica, come dimostrato dal possesso di alcuni terreni. Gasparo nacque nel 1558, data dedotta dalla iscrizione di un suo autoritratto e dal suo atto di morte.
I primi insegnamenti di pittura li ricevette sicuramente in Pordenone. Della sua stessa generazione in città si possono annoverare altri artisti quali Giuseppe Moretto, Sebastiano Secante e Cristoforo Diana.

## Opere

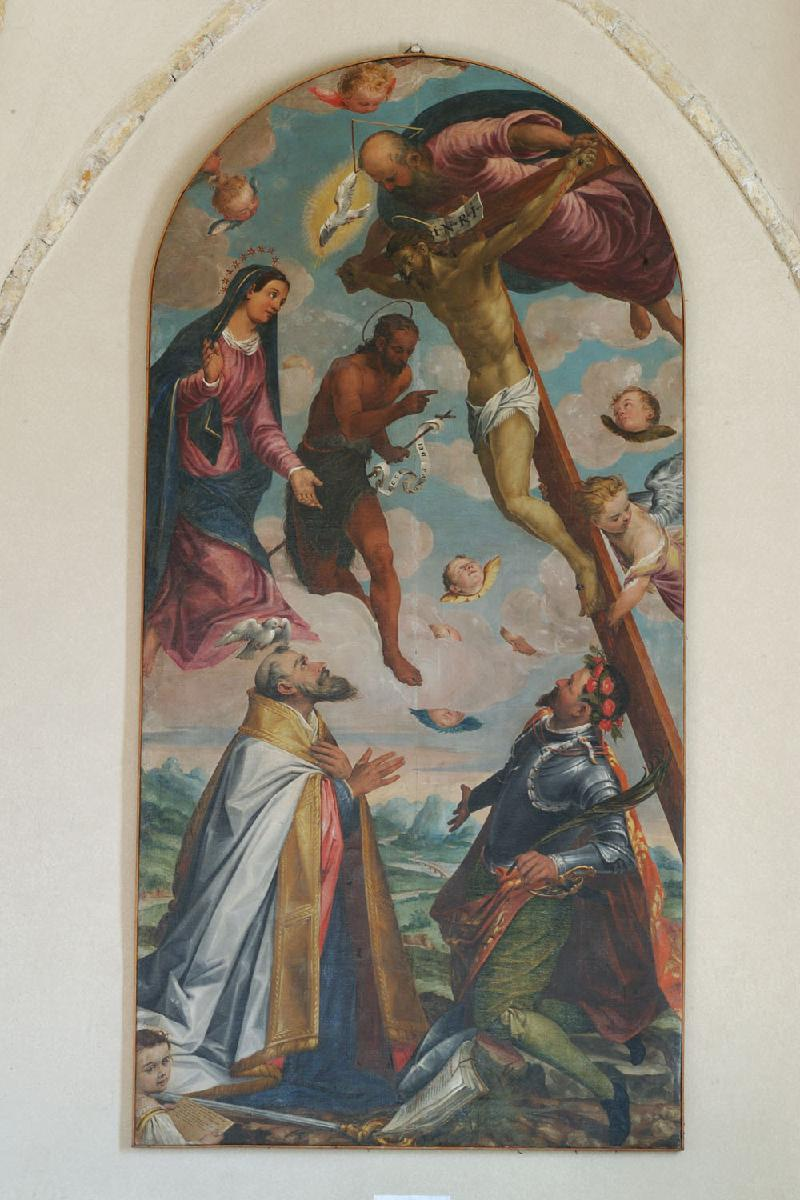
Pala nella chiesa di Santa Maria dei Battuti di Valeriano.

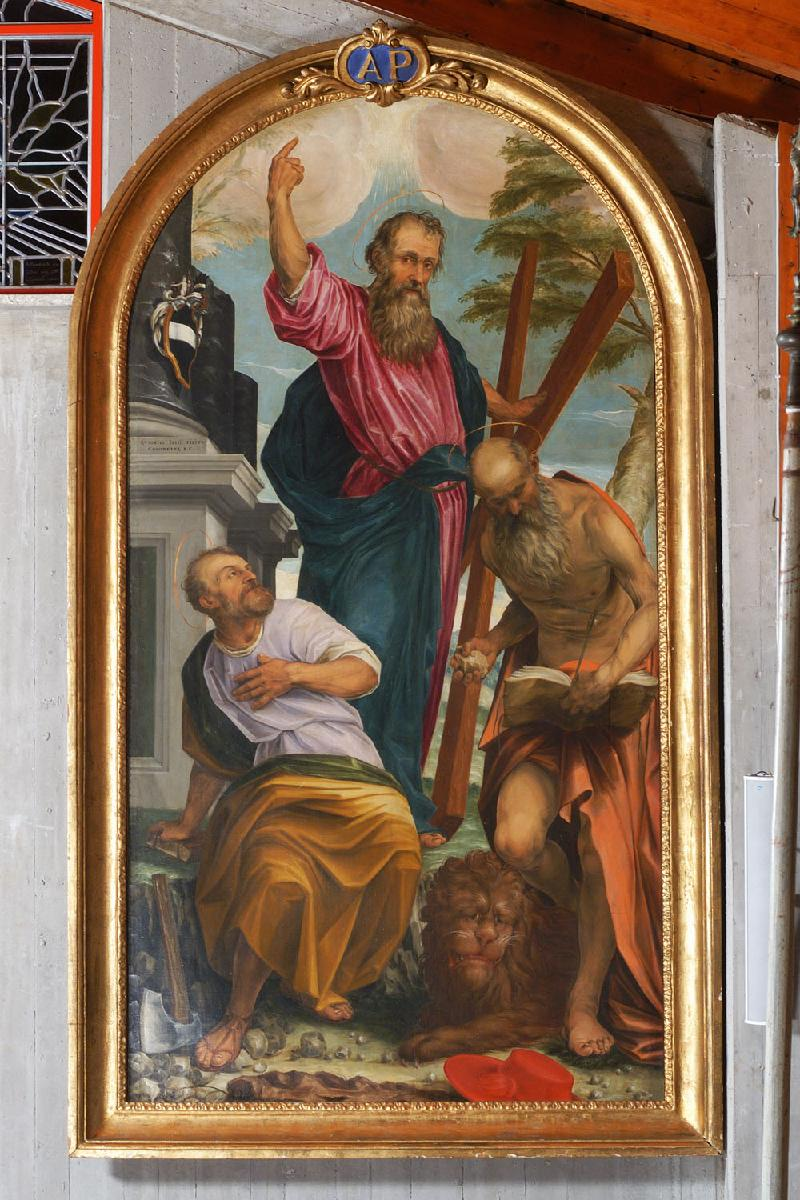
Sant'Andrea con Santi Mattia e Girolamo, chiesa parrocchiale di Mels, 1597

- San Valentino benedicente nella chiesa di san Michele a Domanins
- pala della chiesa di Santa Maria dei Battuti di Valeriano
- Santa Trinità con san Valentino, san Floriano e santo Vescovo nella chiesa parrocchiale di Santa Maria Maggiore a Cordenons
- Sposalizio mistico di santa Caterina con san Giovanni Battista e san Pietro  nella chiesa della Madonna del Monte a Marsure di Aviano
- Cristo Crocifisso nella chiesa parrocchiale di Baseglia
- Santissima Trinità già nella chiesa omonima di Pordenone, ora in Museo civico d'arte di Pordenone
- Madonna col bambino in gloria nella chiesa di San Giorgio a Pordenone
- San Giorgio che uccide il drago nella chiesa di San Giorgio a Pordenone
- San Carlo Borromeo tra san Antonio abate e san Floriano nella chiesa parrocchiale di Prata di Pordenone
- Sant'Andrea con Santi Mattia e Girolamo, chiesa parrocchiale di Mels, 1597
- Santi Rocco e Sebastiano nella chiesa di san Benedetto Abate ad Orsago (attribuzione)